# Чемпіонат світу з трекових велоперегонів 1980
Чемпіонат світу з трекових велоперегонів 1980 проходив з 3 по 7 вересня 1980 року в Безансоні, Франція. У зв'язку з проведенням літніх Олімпійських ігор в Москві змагання серед аматорів на чемпіонаті не проводились, окрім гонки за лідером, спринті на тандемах, гонки за очками та перегонів серед жінок. Також на цьому чемпіонаті світу вперше змагалися в гонці за очками та кейріні серед професіоналів. Усього на чемпіонаті розіграли 10 комплектів нагород — 8 у чоловіків та 2 у жінок.

## Медалісти

### Чоловіки
Професіонали
| Дисципліна                         | Золото          | Срібло             | Бронза             |
| Спринт                             | Накано Коїчі    | Одзакі Масахіко    | Даніель Морелон    |
| Індивідуальна гонка переслідування | Ентоні Дойл     | Герман Понстен     | Ханс-Хенрік Ерстед |
| Кейрін                             | Денні Кларк     | Даніель Морелон    | Нільс Фредборґ     |
| Гонка за очками                    | Констант Турне  | Джованні Мантовані | Хайнц Бец          |
| Гонка за лідером                   | Вілфрід Пеффґен | Рене Кос           | Бруно Вічіно       |

Аматори
| Дисципліна         | Золото                                     | Срібло                           | Бронза                                  |
| Спринт на тандемах | Чехословаччина Іван Кучірек Павел Мартінек | Франція Івон Клоарек Франк Депін | Італія Джорджіо Россі Флоріано Фінаморе |
| Гонка за лідером   | Габі Міннебоо                              | Маттеус Пронк                    | Бартоломе Калдентей                     |
| Гонка за очками    | Гаррі Саттон                               | Віктор Манаков                   | Йозеф Крістен                           |

### Жінки
| Дисципліна                         | Золото          | Срібло         | Бронза         |
| Спринт                             | Сью Новара      | Галина Царьова | Клаудія Ломмач |
| Індивідуальна гонка переслідування | Надія Кібардіна | Карен Стронґ   | Петра де Бруйн |

## Загальний медальний залік
| Місце  | Країна          | Золото | Срібло | Бронза | Загалом |
| ------ | --------------- | ------ | ------ | ------ | ------- |
| 1      | Австралія       | 2      |        |        | 2       |
| 2      | Нідерланди      | 1      | 2      | 1      | 4       |
| 3      | СРСР            | 1      | 2      |        | 3       |
| 4      | Японія          | 1      | 1      |        | 2       |
| 5      | ФРН             | 1      |        | 3      | 4       |
| 6      | Велика Британія | 1      |        |        | 1       |
| 6      | Чехословаччина  | 1      |        |        | 1       |
| 6      | США             | 1      |        |        | 1       |
| 6      | Бельгія         | 1      |        |        | 1       |
| 10     | Франція         |        | 2      | 1      | 3       |
| 11     | Італія          |        | 1      | 2      | 3       |
| 12     | Канада          |        | 1      |        | 1       |
| 13     | Данія           |        |        | 2      | 2       |
| Всього | Всього          | 10     | 9      | 9      | 28      |